# Eutaxia obovata
Eutaxia obovata är en ärtväxtart som beskrevs av Porphir Kiril Nicolai Stepanowitsch Turczaninow. Eutaxia obovata ingår i släktet Eutaxia och familjen ärtväxter. Inga underarter finns listade i Catalogue of Life.

## Bildgalleri

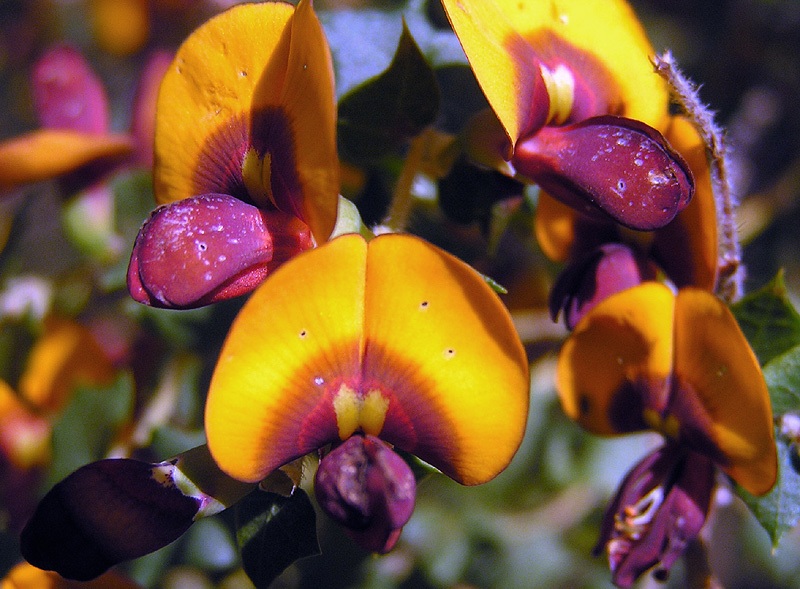